# 아메드 알미르가니
아메드 알리 알미르가니(아랍어: أحمد الميرغني, 1941년 8월 26일 수단 북하르툼 ~ 2008년 11월 2일 이집트 알렉산드리아)는 수단의 정치인이다.
1986년 5월 6일에 수단의 대통령으로 취임했지만 1989년 6월 30일 오마르 알바시르가 일으킨 군사 쿠데타로 인해 사디크 알마흐디 총리와 함께 축출되었고 이집트 알렉산드리아로 이주했다. 다르푸르 분쟁 평화 협상에 참석하기 위해 수단으로 일시 귀환한 경력을 갖고 있다.